# ميخائيل أوكونور (مصمم أزياء تقليدية)
ميخائيل أوكونور (بالإنجليزية: Michael O'Connor)‏ هو مصمم أزياء تقليدية بريطاني، ولد في 27 أكتوبر 1965 في لندن في المملكة المتحدة.

## وصلات خارجية
- ميخائيل أوكونور على موقع IMDb (الإنجليزية)
- ميخائيل أوكونور على موقع قاعدة بيانات الفيلم (الإنجليزية)